# Filipios Woldeyohannes
Generalul-maior Filipos Woldeyohannes este șeful Statului Major al Forțelor de Apărare din Eritreea din martie 2014. El a fost numit după ce fostul șef al Statului Major, generalul-maior Gerezgheri „Wuciu”, a murit la începutul lunii martie 2014.
În august 2021, Statele Unite au anunțat sancțiuni împotriva lui Filipos Woldeyohannes, pentru abuzuri atribuite forțelor eritreene în contextul conflictului din Tigray. Filipos Woldeyohannes este vizat de aceste sancțiuni pentru rolul său de „lider al unei entități angajate în încălcări grave ale drepturilor omului comise în timpul actualului conflict din Tigray”, potrivit unei declarații a Trezoreriei SUA.